# Ligyrus gianucai
Ligyrus gianucai är en skalbaggsart som beskrevs av Roger Paul Dechambre och Lumaret 1985. Ligyrus gianucai ingår i släktet Ligyrus och familjen Dynastidae. Inga underarter finns listade i Catalogue of Life.